# WWE Network
WWE Network là một dịch vụ video streaming thuộc sở hữu của WWE, bằng cách sử dụng cơ sở hạ tầng của Major League Baseball Advanced Media. Khái niệm này được công bố vào năm 2011. Ngày 08 tháng 1 năm 2014, WWE tuyên bố truyền hình sẽ khởi động vào ngày 24 tháng 2 tại Hoa Kỳ. Công ty này tuyên bố vào ngày 31 rằng các dịch vụ đã được dự kiến sẽ có trực tiếp ở Úc, Canada, New Zealand, Hồng Kông, Singapore, Mexico, Trung Đông, Tây Ban Nha, Thổ Nhĩ Kỳ, Bắc Âu và Bắc Phi, trong số các nước khác bắt đầu vào ngày 17. Nó đã bất ngờ có sẵn ở Anh và Ireland một tuần sớm hơn so với kế hoạch, vào ngày 13 tháng 1 năm 2015, sau một sự chậm trễ từ tháng 11 trước đó. WWE Network bao gồm 24 giờ kênh tuyến tính trực tuyến và lập trình theo yêu cầu từ thư viện của WWE.